# Yellow (Coldplay-Lied)
Yellow (englisch für „Gelb“) ist ein Lied der britischen Rockband Coldplay, das im Juni 2000 erschien.

## Entstehung und Veröffentlichung
Das Lied wurde gemeinsam von den Coldplay-Mitgliedern Guy Berryman, Jonny Buckland, Will Champion und Chris Martin getextet, komponiert sowie produziert. Bei der Produktion erhielt die Band Unterstützung durch Ken Nelson. Es entstand im Rockfields Quadrangle Studio in der Nähe von Monmouth (Wales) geschrieben. In einer Pause ging die Band aus dem Studio. Draußen brannten nur wenige Lichter und der Sternenhimmel war sichtbar und „einfach fantastisch“, so Nelson. Er forderte die Band auf, sich die Sterne anzuschauen. Frontmann Martin wurde durch den Anblick inspiriert und die Hauptmelodie des Liedes, die aus einem Akkordmuster besteht, kam ihm in den Sinn. Zunächst nahm Martin das Lied nicht ernst und sang es dem Rest der Band mit seiner schlechtesten Neil-Young-Imitationsstimme" vor. Martin sagte: „Das Lied enthielt das Wort ‚Stars‘ (englisch für „Sterne“) und das schien ein Wort zu sein, das man mit einer Neil-Young-Stimme singen sollte.“ Die Melodie „begann viel langsamer“, so Schlagzeuger Champion; und klang wie ein Neil-Young-Titel. Kurze Zeit später, obwohl er das Lied nicht ernst nahm, funktionierte Martins Idee, als er das Tempo der Strophe entwickelt hatte. Als Gitarrist Buckland anfing, ihn zu spielen und mit seinen Ideen ergänzte, hatten sie das Riff geschaffen, „und es wurde irgendwie ein bisschen schwerer“. Als er den Text des Liedes schrieb, fand Martin nicht die richtigen Worte. Er dachte an ein bestimmtes Wort, das er für ein fehlendes Schlüsselwort im Text hielt und das zum Konzept des Songs passen sollte. Er sah sich im Studio um und entdeckte die Gelben Seiten. Die Texte wurden von da an in Zusammenarbeit mit der Band entwickelt. Bassist Berryman kam mit der ersten Zeile „Look at the stars“ (englisch für „Schau zu den Sternen“) an. In dieser Nacht nahm die Band das Stück auf, nachdem sie ihn schnell komponiert hatte. Yellow wurde zunächst im Obergeschoss des Projektstudios aufgenommen, im Grunde ein Demoraum in den Parr Street Studios in Liverpool. Der Track wurde später in New York City abgemischt. Laut Champion „… war es wirklich schwierig, den Titel aufzunehmen, weil er in etwa fünf oder sechs verschiedenen Tempi funktionierte. Es war eine schwierige Entscheidung, welches Tempo wir spielen sollten, denn manchmal klang es zu eilig, und manchmal klang es, als würde es sich hinziehen...“ Die Band versuchte, das richtige Tempo zu finden, so Nelson, „weil ein Beat diesseits und jenseits des Tempos, das wir gewählt hatten, nicht den gleichen Groove hatte“. Um den Song zu verbessern, nahmen sie diesen Teil live auf und Buckland nahm seine Gitarre dazu auf. Sie nahmen ihn zwei- oder dreimal auf, bis Nelson und die Band mit dem Ergebnis zufrieden waren. Die Backing Vocals wurden im Kontrollraum von Quadrangle aufgenommen. Nelson benutzte ein analoges 2-Zoll-Band, um die meisten Stücke des Albums aufzunehmen. Als die Aufnahmen voranschritten, war Yellow einer von mehreren Titeln, die sie „nicht ganz auf analog bekommen konnten“. Sie nahmen verschiedene Versionen auf, die aber nicht ihren Geschmack trafen. Nachdem alle Takes in den Computer eingespielt waren, „haben wir sie dann auf die 2-Zoll-Platte gebracht, was ich für eine großartige Methode hielt“, so Nelson.
Die Erstveröffentlichung von Yellow erfolgte als Single am 26. Juni 2000 bei Parlophone. Diese erschien als 2-Track-CD-Single mit der B-Seite Help Is Round The Corner (Katalognummer: 8888517) sowie als CD-Maxi-Single, die um den Titel No More Keeping My Feet on the Ground erweitert wurde (Katalognummer: CDRS6538). Am 10. Juli 2000 erschien das Lied als Teil von Coldplays ersten Studioalbum Parachutes (Katalognummer: 5277832), dessen zweite Singleauskopplung es ist. Im Oktober 2000 wurde das Lied an US-College- und Alternative-Radiosender gesendet. Die Band veröffentlichte eine Promo-Single mit dem Titel Mince Spies in limitierter Auflage, die einen Remix von Yellow enthält. Sie wurde in einer Auflage von 1.000 Stück gepresst und nur an Fans und Journalisten ausgegeben.

## Hintergrund

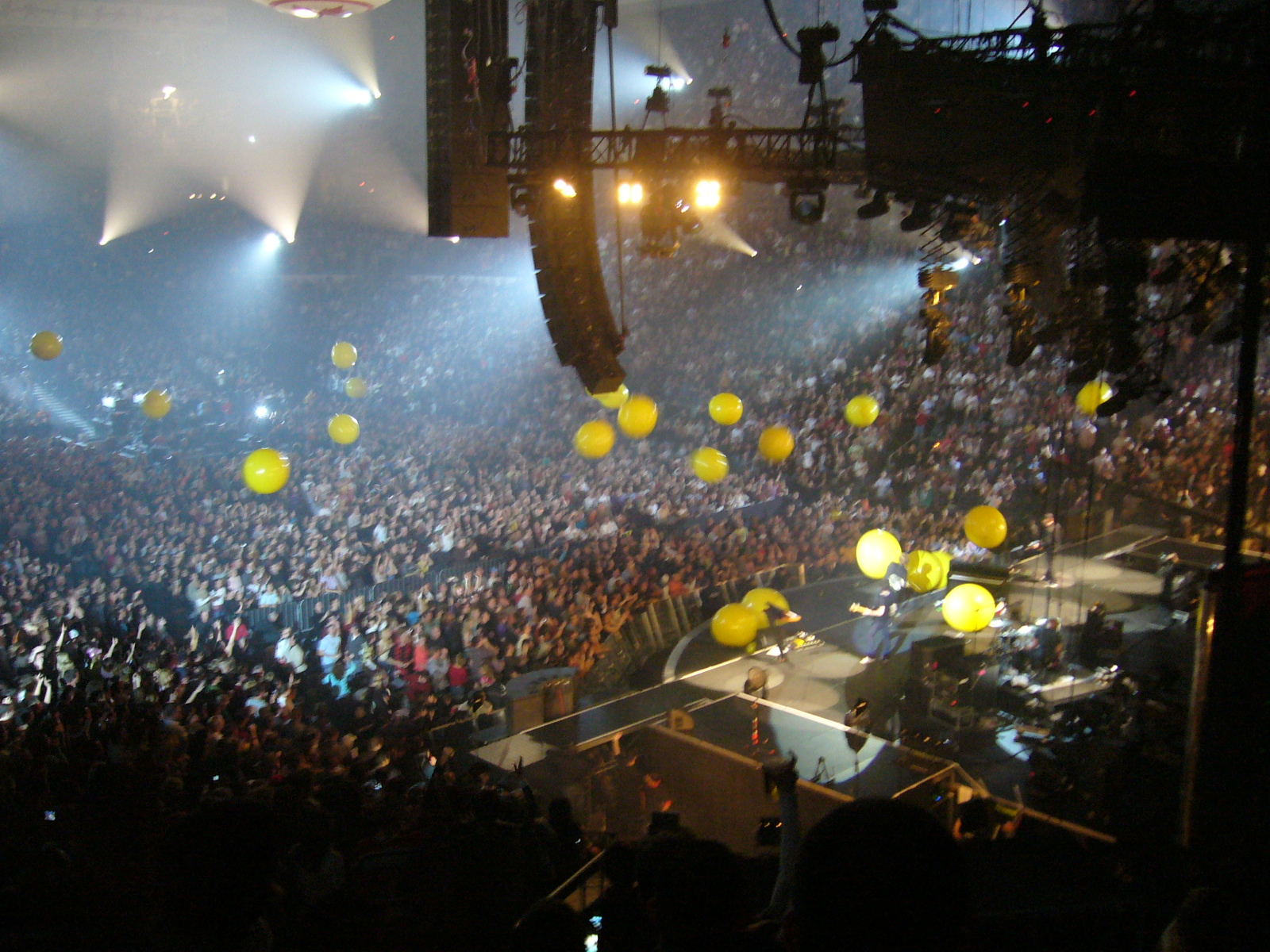
Coldplay bei einem Liveauftritt von Yellow (2005)

In der Howard Stern Show im November 2011 erklärte Martin gegenüber Howard Stern, dass er Neil Young imitierte, während er Gäste unterhielt, als er auf den ersten Akkord des Liedes stieß, der ihm ein wenig im Gedächtnis blieb; dann sang er mit der Stimme von Neil Young „look at the stars“. Martin erklärte weiter, dass das Wort „yellow“ absolut keine Bedeutung hat und er beim Schreiben des restlichen Liedes sein Bestes gab, „yellow“ durch etwas anderes zu ersetzen, da jeder Text vor ‚yellow‘ keinen Sinn ergab, aber am Ende klang das Wort „yellow“ einfach richtig. Martin erzählte Stern auch, dass er im Laufe der Jahre, je nach Einstellung und Verhalten des Interviewpartners, eine Geschichte über ein Lied oder einen Albumtitel erfunden hat, nur um zur nächsten Frage überzugehen. Martin applaudierte Stern und sagte: „Ich mag Sie, Howard, und das ist das erste Mal, dass ich jemandem die Wahrheit hinter ‚Yellow‘ erzähle.“ Auf die Frage, ob der Song von einem bestimmten Mädchen handelt, antwortete Chris Martin: „Es geht um alle Mädchen“.

## Musikvideo
Das Musikvideo zu Yellow wurde am 23. Mai 2000 in Studland Bay in der Grafschaft Dorset (England) gedreht. Das Video ist minimalistisch und zeigt nur Martin, wie er den Song singt, während er am Strand entlang läuft. Man sieht ihn mit wasserfesten Schuhen und nassen Haaren. Es ist eine einzige kontinuierliche Aufnahme ohne Schnitte. Die gesamte Sequenz ist in Zeitlupe.
Ursprünglich war geplant, dass die gesamte Band in dem Video auftritt. Da jedoch die Beerdigung der Mutter von Schlagzeuger Will Champion, Sara Champion, am Tag der Dreharbeiten stattfand, wurde beschlossen, dass nur Martin in dem Video auftreten würde, was auch die unmittelbare Erklärung für seine Stimmung während dieses Teils war. Auch das Wetter machte dem ursprünglichen Plan einen Strich durch die Rechnung: Statt des geplanten sonnigen Tages gab es heftigen Wind und Regen. Ursprünglich war auch vorgesehen, dass sich die Sterne am Himmel wie in einem Zeitraffer bewegen sollten. Die Regisseure waren sich einig, dass die sich bewegenden Sterne den Fokus des Videos von Martin ablenken würden. Der Plan, die Zeit voranzutreiben, wurde eingehalten. Das Video beginnt mit einer gewissen Dunkelheit am Strand, bis das Sonnenlicht fast in der Mitte des Videos auftaucht.
Das Video wurde vom britischen Regieduo James Frost & Alex Smith von The Artists Company gedreht. Es wurde mit 50 Bildern pro Sekunde gedreht, dem Doppelten der normalen Geschwindigkeit. Bei den Dreharbeiten musste Chris Martin den Song in doppelter Geschwindigkeit singen, damit der Audio- und der visuelle Inhalt synchron sind – eine gängige, aber schwierige Praxis bei Musikvideos. Das Endprodukt ist auf 25 Bilder pro Sekunde verlangsamt, wodurch der Zeitlupeneffekt des Videos entsteht. Der Übergang des Videos von der Nacht zum Tag wurde während des Telecine-Prozesses erreicht. Während der Übertragung vom Film auf das Videoband stellte ein Operator manuell von einem monochromen, körnigen Look am Anfang auf einen warmen, bunten und hellen Look am Ende des Videos um. Der Look wurde von den nächtlichen Schwimmszenen im Film Der weiße Hai inspiriert. Bis Juni 2025 zählte das Video über 1,1 Mrd. Aufrufe auf der Videoplattform YouTube.

## Rezeption
Das Lied wird vom Rolling Stone als karrierefördernd bezeichnet und gilt seither als das Herzstück des Albums Parachutes. Martin Roach behauptete in seinem Buch Coldplay: Nobody Said It Was Easy, dass, obwohl Shiver der Band ihre erste britische Top-40-Single einbrachte, es ‚Yellow‘ war, das „alles veränderte“; er erwähnte auch, dass das Lied „vieles von dem veranschaulicht, was [sie] populär machte“. In einem Artikel zum 20-jährigen Jubiläum schrieb The Independent dem Song zu, dass er den Kurs des Rock des 21. Jahrhunderts verändert hat, da er für den Beginn von Coldplays Aufstieg zu einer der größten Bands der Welt verantwortlich war. Auch die Rock and Roll Hall of Fame hat „Yellow“ in ihre Liste der „Songs That Shaped Rock and Roll“ aufgenommen, weil es eine der erfolgreichsten und wichtigsten Aufnahmen der Musikgeschichte ist, während Barry Walters vom Magazin Spin feststellte, dass Coldplay in den Vereinigten Staaten immer noch für ihren „Überraschungshit“ bekannt ist.

### Mediale Verwendung
Die Single, die durch ihr Musikvideo auch im Fernsehen rezipiert wurde, erhielt massives Radio-Airplay, insbesondere bei BBC Radio 1. Die Reaktionen waren überwiegend positiv, und selbst das neu belebte BBC Radio 2 spielte den Titel wiederholt. Diese hohe Frequenz setzte sich über Monate nach der Veröffentlichung fort und führte schließlich zum meistgespielten Song des Jahres 2000. Einen Monat nach der Veröffentlichung des Albums in den Vereinigten Staaten über das Plattenlabel Nettwerk wurde „Yellow“ als Titelsong für die ABC-Herbstwerbung verwendet. Das Lied wurde auch als Titelmusik für den „Daffodil Day“ des Cancer Council Australia verwendet, in Anerkennung des gelben Farbtons der offiziellen Blume dieser Organisation.
2014 wurde das Lied in Richard Linklaters Film Boyhood verwendet.
Das Ausstellungsbaseballteam Savannah Bananas spielt seit 2023 nach dem achten Inning eines jeden Spiels Yellow.

### Bestenlisten und Preise
Yellow wurde bei den NME Awards 2000 als beste Single ausgezeichnet und bei den Grammy Awards 2002 für den besten Rocksong und den besten Rockauftritt eines Duos oder einer Gruppe mit Gesang nominiert.
Im Oktober 2011 setzte NME das Lied auf Platz 139 seiner Liste „150 Best Tracks of the Past 15 Years“.
Das Lied wird von Pitchfork als einer der besten aus dem Jahrzehnt der 2000er-Jahre bezeichnet, und wurde vom NME in seiner 2014er-Liste zu den besten aller Zeiten gezählt.
Im Jahr 2020 stufte der NME Yellow als beste unter allen 142 Coldplay-Liedern (bis zu diesem Zeitpunkt) ein; und im Jahr 2021 setzte American Songwriter das Lied auf Platz drei seiner Liste der 10 besten Coldplay-Titel.

### Rezensionen
Billboard schrieb, dass „jedes Mal, wenn das E-Gitarren-Riff hereinbricht, man wieder süchtig wird“.
In einem rückblickenden Artikel aus dem Jahr 2020 lobte The Independent die Band dafür, dass der Song „Herzlichkeit mühelos erscheinen lässt“.

## Kommerzieller Erfolg

### Chartplatzierungen
Yellow avancierte zum Top-10-Hit im Vereinigten Königreich (Rang 4), Australien und Österreich (je Rang 5) sowie Portugal (Rang 6). In vielen Ländern erreichte das Lied erst nach seiner Erstveröffentlichung die Charts, so stieg es in der Schweiz erstmals im September 2022 in die Charts ein, in Österreich im August 2023 und in Deutschland im August 2024.
| ChartsChartplatzierungen       | Höchstplatzierung | Wochen |
| ------------------------------ | ----------------- | ------ |
| Deutschland (GfK)              | 99 (1 Wo.)        | 1      |
| Österreich (Ö3)                | 5 (12 Wo.)        | 12     |
| Schweiz (IFPI)                 | 16 (16 Wo.)       | 16     |
| Vereinigte Staaten (Billboard) | 48 (20 Wo.)       | 20     |
| Vereinigtes Königreich (OCC)   | 4 (56 Wo.)        | 56     |

| ChartsJahrescharts (2000)    | Platzierung |
| ---------------------------- | ----------- |
| Vereinigtes Königreich (OCC) | 93          |

| ChartsJahrescharts (2022)    | Platzierung |
| ---------------------------- | ----------- |
| Vereinigtes Königreich (OCC) | 88          |

| ChartsJahrescharts (2023)    | Platzierung |
| ---------------------------- | ----------- |
| Vereinigtes Königreich (OCC) | 81          |

| ChartsJahrescharts (2024)    | Platzierung |
| ---------------------------- | ----------- |
| Vereinigtes Königreich (OCC) | 67          |

### Auszeichnungen für Musikverkäufe
| Land/Region                  | Auszeichnungen für Musikverkäufe (Land/Region, Auszeichnung, Verkäufe) | Verkäufe  |
| ---------------------------- | ---------------------------------------------------------------------- | --------- |
| Australien (ARIA)            | 9× Platin                                                              | 630.000   |
| Dänemark (IFPI)              | Platin                                                                 | 90.000    |
| Deutschland (BVMI)           | Platin                                                                 | 600.000   |
| Italien (FIMI)               | 3× Platin                                                              | 300.000   |
| Neuseeland (RMNZ)            | 7× Platin                                                              | 210.000   |
| Portugal (AFP)               | 7× Platin                                                              | 70.000    |
| Spanien (Promusicae)         | 3× Platin                                                              | 180.000   |
| Vereinigte Staaten (RIAA)    | 4× Platin                                                              | 4.000.000 |
| Vereinigtes Königreich (BPI) | 5× Platin                                                              | 3.100.000 |
| Insgesamt                    | 40× Platin ·                                                           | 9.480.000 |

Hauptartikel: Coldplay/Auszeichnungen für Musikverkäufe

## Trivia
Im Jahr 2022 huldigte das kanadische Duo Tegan und Sara dem Musikvideo zu ihrer neuen Single, die ebenfalls Yellow heißt. In dem Video laufen die beiden in Zeitlupe in Regenkleidung an einem Strand entlang, während hinter ihnen die Sonne aufgeht. Zwei Jahre später nutzte die britische Band Idles das Video für den Song Grace, in dem Martin durch den Einsatz von Deepfake AI ihren Song singt. Martin genehmigte das Musikvideo und half der Gruppe, ihr KI-Modell zu trainieren.